# Великое пробуждение
Великое пробуждение (англ. Great Awakening) — серия религиозных возрождений в истории американского христианства. Историки и теологи выделяют три или четыре волны роста религиозного энтузиазма, которые происходили с начала XVIII века до конца XX века. Каждое из этих пробуждений характеризовалось массовыми возрождениями под руководством протестантских евангельских священников, резким увеличением интереса к религии, глубоким чувством убежденности и искупления среди верующих, ростом числа членов евангельских церквей и появлением новых религиозных движений и конфессий.
Джордж Уайтфилд, Джонатан Эдвардс и Гилберт Теннент сыграли важную роль в Первом Великом Пробуждении. Среди влиятельных групп того времени были Новые Света и Старые Света. Первое Великое Пробуждение в колониях Америки было тесно связано с Евангелическим Возрождением в Британии.
Великое Пробуждение отошло от традиционных ритуалов и церемоний, сделав религию более личной. Оно поощряло чувство духовной ответственности за личные грехи и стремление к искуплению, а также развивало самоанализ и приверженность личным моральным принципам. Это привело к конфликту между традиционалистами, которые ценили ритуалы и доктрину, и возрожденцами, выступавшими за эмоциональную вовлеченность и личную преданность Богу. Пробуждение сильно повлияло на Конгрегационалистскую, Пресвитерианскую, Голландскую реформатскую и Немецкую реформатскую церкви. Оно также укрепило небольшие баптистские и методистские конфессии. Англиканцы и квакеры испытали меньшее воздействие. В отличие от Второго Великого пробуждения, начавшегося около 1800 года и направленного на привлечение неверующих, Первое пробуждение касалось тех, кто уже был членом церкви. Оно изменило их ритуалы, набожность и самосознание. 

## Первое Великое Пробуждение
Первое Великое Пробуждение началось в 1730-х годах, но его корни уходят в более ранние годы, особенно среди последователей Соломона Стоддарда, деда Джонатана Эдвардса. Конгрегация Эдвардса тоже участвовала в возрождении, которое позже назвали «Пограничным возрождением». Однако к 1737 году это движение пошло на спад. Американский историк религии Сидней Э. Альстром отметил, что Великое пробуждение должно было наступить, и его предвестником стал британский евангелист Джордж Уайтфилд. В 1738 году он прибыл в Джорджию и вернулся в 1739-м для второго визита. Его «триумфальная кампания» охватила север от Филадельфии до Нью-Йорка и юг. В 1740 году Уайтфилд посетил Новую Англию, и везде, где он появлялся, его проповеди вызывали сильные эмоции. Служители различных евангельских протестантских конфессий активно поддерживали Великое пробуждение. В средних колониях его влияние распространилось не только на британские церкви, но и на голландские и немецкие.
В поздний колониальный период пасторы стали иначе подходить к стилю проповедей. Их речи стали более теологически насыщенными, они выдвигали конкретные аргументы и толкования. Натан О. Хэтч считает, что евангелическое движение 1740-х годов стало важным шагом в развитии демократической мысли. Оно также укрепило веру в свободную прессу и идею, что информация должна быть доступной и беспристрастной. Михал Хойнски отмечает, что Первое великое пробуждение ознаменовало рождение американской «риторики возрождения». Это особый способ проповеди, где оратор использует разнообразные коммуникативные стратегии для обращения к слушателям и их духовного пробуждения. Все эти теологические, социальные и риторические изменения подготовили почву для Американской революции. Они способствовали росту спроса на религиозную свободу. Великое пробуждение также стало первым массовым явлением, когда афроамериканцы приняли христианство.
В конце XVIII века Возрождение пришло в английские колонии – Новую Шотландию, Нью-Брансуик и Остров Принца Эдуарда. Это произошло во многом благодаря усилиям Генри Аллина и его движения «Новый свет». 

## Второе великое пробуждение
Второе великое пробуждение, известное также как просто «Великое Пробуждение», было религиозным возрождением, которое охватило Соединенные Штаты в конце XVIII — середине XIX века. Это движение началось на Северо-Востоке и Среднем Западе, но вскоре распространилось по всей стране. Уникальность этого пробуждения заключалась в том, что оно затронуло не только образованную элиту Новой Англии, но и менее обеспеченные и менее образованные слои населения. Центром возрождения стал так называемый Сожженный район на западе Нью-Йорка. Этот регион получил свое название из-за множества проповедей о адском огне и проклятии. Сожженный район стал колыбелью десятков новых конфессий, общинных движений и реформ. 
Среди множества новых конфессий появились свободные черные церкви, независимые от белых общин. После Американской революции и до 1850-х годов чернокожие все реже участвовали в белых службах. К 1840–1850-м годам это участие почти прекратилось. Некоторые исследователи считают, что причиной стала расовая дискриминация внутри церквей. Дискриминация проявлялась в раздельном размещении и запрете чернокожим голосовать по церковным вопросам или занимать руководящие должности. Преподобный Ричард Аллен, один из основателей Африканской методистской епископальной церкви, рассказал о случае расовой дискриминации в Филадельфии. Его коллегу-проповедника, бывшего раба Абсалома Джонса, схватил белый церковный попечитель во время молитвы и выгнал из церкви.
Второе великое пробуждение стало катализатором множества реформаторских движений. Среди них — борьба за трезвость, отмену рабства и права женщин. Движение за трезвость стремилось сохранить семейные устои, призывая людей отказаться от алкоголя. Аболиционисты боролись за отмену рабства в США. Женщины-аболиционистки осознали, что могут выступать и за свои политические права, что привело к росту движения за права женщин. Реформы коснулись всех аспектов повседневной жизни: от ограничения употребления табака до изменений в питании и одежде. Движение за отмену рабства зародилось на Севере в период Второго великого пробуждения (1800–1840 годы). 

## Третье великое пробуждение
Третье Великое Пробуждение, охватившее 1850–1900-е годы, стало временем появления новых религиозных течений, активной миссионерской деятельности, шатокуа и внедрения Социального Евангелия в решение социальных проблем. YMCA, основанная в 1844 году, внесла значительный вклад в пробуждение в городах в 1858 году и после него. Возрождение того года породило таких ярких лидеров, как Дуайт Л. Муди, который занимался религиозной работой в армиях во время Гражданской войны. В это же время были созданы Христианская и Санитарная комиссии, а также многочисленные Общества вольноотпущенников.

## Четвёртое великое пробуждение
Четвёртое великое пробуждение — спорная теория, не признанная первыми тремя. Экономист Роберт Фогель утверждает, что оно началось в конце 1960-х — начале 1970-х. Доказательством служит Движение Иисуса, которое изменило церковную музыку.
Протестантские конфессии сильно потеряли в численности и влиянии. Зато южные баптисты росли, распространялись по США, переживали внутренние теологические споры и расколы, становясь политически влиятельными.

## Терминология
Идея «пробуждения» связана с состоянием сна или пассивности в светское или менее религиозное время. Этот термин появился у евангельских христиан и стал их излюбленным. В последнее время консервативные американские евангелисты часто вспоминают о «пробуждениях» в истории США.
В конце 2010-х и начале 2020-х сторонники теории заговора QAnon использовали термин «Великое пробуждение», чтобы описать распространение их идей.

## Смотрите также
- Большое разочарование